# Konduite
Konduite er takt, åndsnærværelse eller rådsnarhed. Udtrykket bruges især om embedsfolks brug af takt og lempelighed i deres sagsbehandling. Som begreb bliver konduite anbefalet fra alle sider, men i praksis er det ikke altid velanset at bøje reglerne for at give administrationen et menneskeligt ansigt.
Hvis en virksomhed leverer en ydelse "pr. konduite", ser virksomheden det som en høflighedsgestus. Eksempelvis havde nogle bind i Den Store Danske Encyklopædi en fejl i skindet. Forlaget tilbød "pr. konduite" at omindbinde de pågældende bind, men påtog sig ikke hermed noget ansvar for fejlen.
| filosofi | Spire Denne filosofiartikel er en spire som bør udbygges. Du er velkommen til at hjælpe Wikipedia ved at udvide den. |